# Simolin
Simolin är en släkt från Åbo i Finland.

## Kända medlemmar
- Albin Simolin (1875–1942), finländsk kyrkohistoriker
- Ivan Simolin (1720–1799), rysk diplomat